# PAS Korinthos
Maillots
Le Paneipirotic Athlitikos Syllogos Korinthos (en grec moderne : Πανηπειρωτικός Αθλητικός Σύλλογος Κόρινθος), plus couramment abrégé en PAS Korinthos, est un club grec de football fondé en 1957 et basé dans la ville de Corinthe.
Il participe à la Gamma Ethniki (troisième division) pour la saison 2009/2010.

## Histoire
L'histoire du club débute en  1957 quand le Pankorinthiakos est formé, après la fusion des 2 clubs de football de Corinthe, Olympiakos Korinthos et  A.E. Korinthos.  
En 1964, le club fusionne avec l' Aris Korinthos pour former l'APO Korinthos.  En 2000, l'APO Korinthos fusionne avec un Pankorinthiakos récemment fondé pour créer le club actuel de PAS Korinthos.
PAS Korinthos participe pour la dernière fois à l'Alpha Ethniki (D1) en 1992-93 et à la Beta Ethniki (D2) en 1994-1995.

## Personnalités du club

### Présidents du club
| - Michalis Tsichritzis - Marios Stamatakis | - Sotiris Mauronasios - Giannis Vasilopoulos |

### Entraîneurs du club
| - Pavlos Grigoriadis (1979) - Kostas Karapatis (1982) - Panagiotis Tzanavaras (2004 - 2005) | - Panagiotis Tzanavaras (2009 - 2010) - Sotiris Tzoumerkiotis - Efthimios Georgoulis | - Dimitris Magafinis (2013 - 2014) - Thanasis Stamatopoulos |

### Anciens joueurs du club
- Miroslaw Okonski
- Dănuţ Lupu